# Elvis Džafić
Elvis Džafić, slovenski nogometaš, * 19. december 1990, Ljubljana.
Džafić je slovenski profesionalni nogometaš, ki igra na položaju vratarja. Od leta 2024 je član avstrijskega kluba Thal/Assling. Pred tem je branil za slovenske klube Svobodo, Olimpijo, Triglav Kranj in Ilirijo ter bosansko-hercegovski Sarajevo. Skupno je v prvi slovenski ligi odigral 96 tekem. Leta 2012 je branil dve tekmi za slovensko reprezentanco do 21 let.